# Sgt. Bilko
Sgt. Bilko är en amerikansk komedifilm från 1996, regisserad av Jonathan Lynn.

## Handling
Filmen handlar om en fanjunkare som är mera intresserad av tjäna pengar än att sköta en militärbas. En inspektör med personligt agg till Bilko anländer till basen och gör allt för att stänga den.

## Om filmen
Sgt. Bilko regisserades av Jonathan Lynn och är en nystöpning av den ikoniska TV-serien The Phil Silvers Show från 1950-talet (som informellt ofta kallats Sgt. Bilko eller helt enkelt Bilko).

## Rollista i urval
| Steve Martin        | – fanjunkare Ernest G. Bilko |
| Dan Aykroyd         | – överste John T. Hall       |
| Phil Hartman        | – major Colin Thorn          |
| Glenne Headly       | – Rita Robbins               |
| John Marshall Jones | – sergeant Henshaw           |
| Dale Dye            | – förste ingenjör            |